# Vindula moluccana
Vindula moluccana är en fjärilsart som beskrevs av Engbert Jan Nieuwenhuis 1962. Vindula moluccana ingår i släktet Vindula och familjen praktfjärilar. Inga underarter finns listade i Catalogue of Life.